# Pterolophia subalbofasciata
Pterolophia subalbofasciata är en skalbaggsart som beskrevs av Gilmour och Stefan von Breuning 1963. Pterolophia subalbofasciata ingår i släktet Pterolophia och familjen långhorningar. Inga underarter finns listade i Catalogue of Life.